# Klingen
Klingen var et dansk, kritisk, antinaturalistisk kunsttidsskrift, der blev udgivet 1917-1920 i København af Klingens Forlag.

## Baggrund
Tidsskriftet blev grundlagt af Axel Salto i det sidste år af første verdenskrig, som reaktion på den generelle kunstopfattelse i Danmark. Inspireret af en rejse til Paris i 1916 - hvor Axel Salto mødte progressive malere som Pablo Picasso og Henri Matisse - lancerede han Klingen for egne midler. Det blev hurtigt et markant og dynamisk forum på den danske kunstscene. Ønsket om at forny dansk kunst og åbne for internationale og moderne ideer blev formidlet gennem artikler af Otto Gelsted, Poul Henningsen og Harald Giersing og originalgrafik af kunstnere som Vilhelm Lundstrøm, Olaf Rude, William Scharff og Axel Salto. Journalen blev et vigtigt talerør for den modernistiske kunstbevægelse - især ekspressionisme og kubisme - og hvert hæfte var Illustreret med talrige reproduktioner, raderinger, træsnit og litografier i både sort-hvid og farver.
Redaktionen bestod af keramikeren Axel Salto, forfatteren Poul Uttenreitter og fra 1918 forfatter og kritikker Otto Gelsted.

## Årgange
Første årgang: Nummer 1-12 fordelt over 10 hæfter (270 x 195 mm) med to dobbeltnumre.
Anden årgang: Nummer 1-12 fordelt over 10 hæfter (403 x 302 mm), hvoraf sidste hæfte omfatter nummer 10, 11 og 12.
årgang: Nummer 1-12 fordelt over 8 hæfter da nummer 4 aldrig udkom (362 x 273 mm), et dobbeltnummer og sidste hæfte omfatter nummer10, 11 og 12.